# Чалбі
Чалбі (англ. Chalbi) — глинисто-солончакова пустеля в Африці, розташована в північній частині Кенії, у 60 км на схід від озера Туркана. Назва пустелі мовою габбра означає «голий і солоний». Це найпосушливіший і найспекотніший регіон Кенії. Пустеля утворилася на місці стародавнього озера. Спостерігаються міражі.

## Географія
Чалбі являє собою солончакову долину, що розташована між гірськими районами. Пустеля простягається на 110 км майже з півночі на південь, 10—20 км завширшки. Місцевість майже пласка, у середньому на висоті близько 370 м н. р. м., оточена олігоценовими та міоценовими вулканічними скелями. Площа пустелі — близько 1000 км².

## Історія

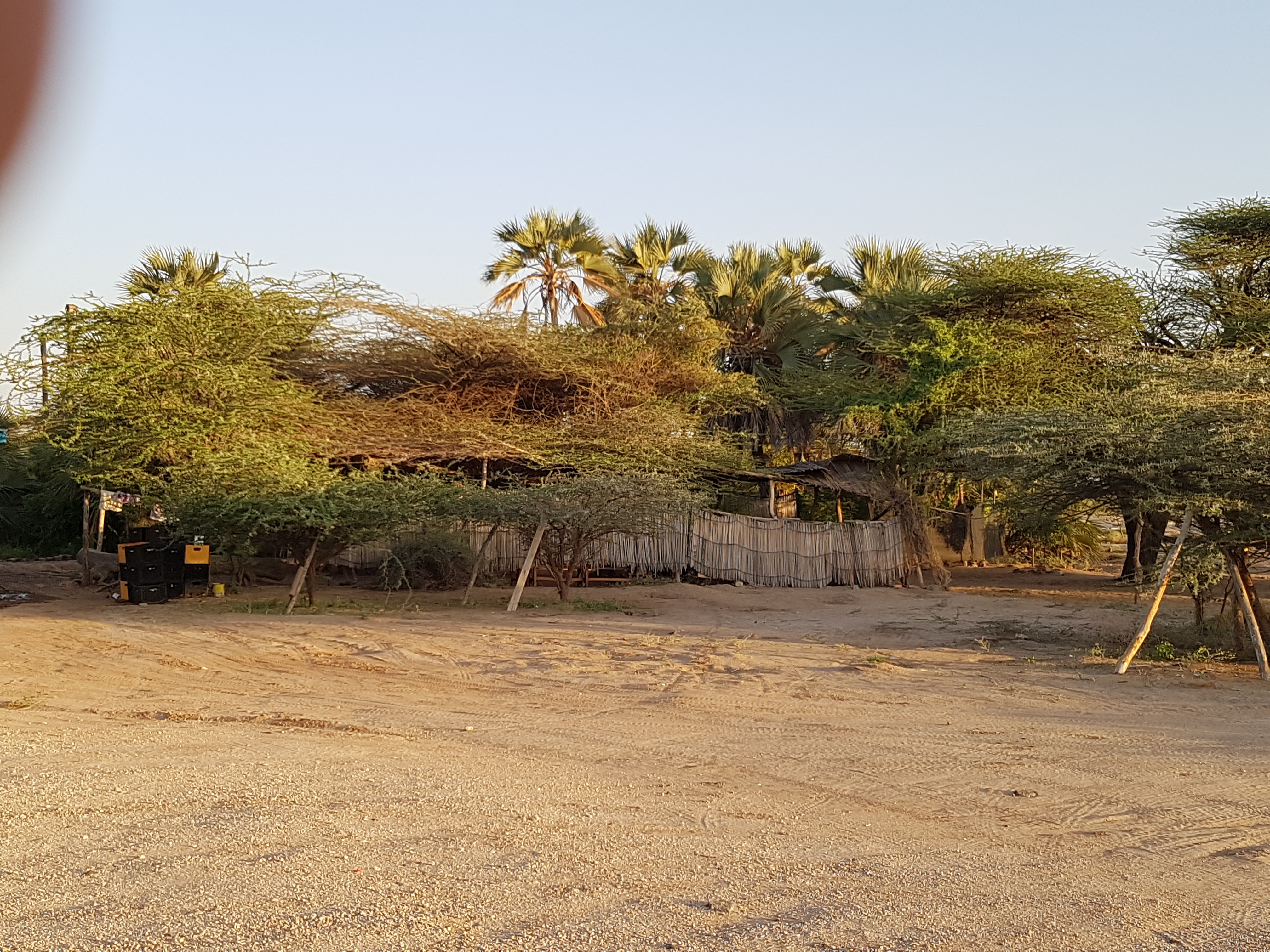
Оаза в пустелі Чалбі

У ранньому голоцені в районі сучасної пустелі існували водойми, про що свідчать знахідки кісток тварин, зокрема крокодилів. Принаймні 10 11 тис. років тому це було неглибоке, але широке й постійне прісноводне озеро, де мешкали прісноводні молюски.